# Nesamblyops brouni
Nesamblyops brouni (лат.) — вид жужелиц рода Nesamblyops из подсемейства трехин (триба Anillini, Trechinae). Эндемики Новой Зеландии: Южный остров, Кентербери, Южные Альпы, перевал Льюис.

## Описание
Мелкие жужелицы (около 2 мм, длина варьирует от 1,76 до 2,02 мм), блестящие желтовато-коричневые жуки. Надкрылья яйцевидные, узко вдавленные по шву, сравнительно длинные и умеренно широкие; плечевые углы полностью округлые; латеральные края слегка расходятся в базальной половине, субпараллельны в середине и равномерно закруглены к вершине в вершинной трети. Глаза сильно редуцированы, состоят из 4—5 фасеток. Голова короткая и широкая, закругленная, усики средней длины. Пронотум округлый, надкрылья округлые без заметных рядов точек, с несколькими длинными щетинками по бокам. Задние крылья рудиментарные. Обитают в густой лесной подстилке. Строение мужских гениталий N. brouni указывает на его родство с другими видами, имеющими дорсальный копулятивный склерит в форме «птичьей головы», такими как N. tararua, N. distinctus и N. townsendi. На основании деталей конфигурации склерита и состояния чешуйчатого мембранного поля предполагается, что N. brouni является сестринским таксоном для N. distinctus.

## Таксономия и этимология
Вид был впервые выделен в 2023 году американским энтомологом Игорем Соколовым (Igor M. Sokolov, Systematic Entomology Laboratory, ARS, USDA, National Museum of Natural History, Вашингтон, США) по типовым материалам из Новой Зеландии. Видовой эпитет представляет собой латинизированный эпоним в родительном падеже и основан на фамилии капитана Томаса Брауна (Thomas Broun), новозеландского энтомолога XIX века в знак признания его значительного вклада в изучение новозеландских жуков, включая публикации описаний новозеландских жуков подтрибы Anillina из трибы Bembidiini (ныне триба Anillini из подсемейства трехин).